# سبی
سبی (به انگلیسی: Sibi) یک شهر در پاکستان است که در ناحیه سبی واقع شده‌است. سبی ۱۵۷٬۰۰۰ نفر جمعیت دارد و ۱۳۰ متر بالاتر از سطح دریا واقع شده‌است.